# Giuseppe Garibaldi
Giuseppe Garibaldi, född 4 juli 1807 i Nice, död 2 juni 1882 på Caprera, Sardinien, var en italiensk frihetskämpe och nationalist. Personer som deltog i hans kamp kan kallas garibaldister.
Garibaldi var med moderna ord en gerillakämpe och en frontfigur för Risorgimento, den italienska rörelsen för nationell enhet under en tid när Apenninska halvön var uppdelad på en mängd småstater.

## Biografi
Garibaldi inträdde som mycket ung i Sardiniens flotta, där han, entusiastisk för Giuseppe Mazzinis planer organiserade ett myteri i syfte att ockupera Genuas arsenal, samtidigt som Mazzinis Savojenexpedition bröt in i Piemonte. Upptäckt dömdes Garibaldi i sin frånvaro till döden. Han undkom till Frankrike, trädde i tjänst hos bejen av Tunisien och begav sig sedan 1836 till Sydamerika, där han deltog i Rio Grande do Suls uppror mot Brasilien och i Uruguays krig mot Argentina. Han återvände till Italien 1847 för att erbjuda Karl Albert av Sardinien och samlade en friskara, som dock på grund av nederlaget vid Custoza tvingades omedelbart upplösas, och Garibaldi flydde till Schweiz.
Under de 14 år Garibaldi verkade i Sydamerika ägnade han det mesta av tiden åt att utan egen vinning slåss för frihet åt andra. Han träffade sin första hustru Anita där. Oftast ledde han olika marina uppdrag gentemot Brasilien och Argentina. Men han var även en stor ledare på land och stod alltid (eller red till häst) i det främsta ledet. Han startade vid Montevideos belägring den italienska legionen.
Garibaldi var idealist och följde Manlius, en romersk fältherre och statsman, läror och krävde full disciplin av alla – hög som låg. Manlius lät avrätta sin son som brustit i detta.
I december 1848 gick Garibaldi i romerska republikens tjänst, besegrade fransmännen i slaget vid San Pancrazio 30 april 1849 och tillfogade under följande månad de bourbonska trupperna nya svåra nederlag. Efter Roms fall försökte Garibaldi med sina 4.000 frivilliga nå Venedig, men trängdes in i San Marino, där hans trupper upplöstes. Kort därefter avled hans hustru och adjutant Anita av strapatserna, variefter Garibaldi förklädd flydde till Genua och därifrån begav sig till New York, där han levde först som såpsjudare/ ljusstöpare sedan som skeppare. Återkommen 1854, inköpte Garibaldi den lilla ön Isola Caprera och byggde där sitt hem.
Under andra italienska frihetskriget 1859 anförde han som sardinsk general en friskara alpjägare och stod i begrepp att tränga in i Tyrolen, då kriget hastigt avbröts genom avtalen i Villafranca di Verona. Efter att ha valts deputerad 1860, protestade Garibaldi inom politiken våldsamt mot Nice och Savojens avträdande. 5 maj 1860 inskeppade sig Garibaldi till Sicilien med 1 067 "trogna", - la spedizione dei mille - och landsteg 11 maj i Marsala. Dagen därpå utropade han sig till diktator över ön i Viktor Emanuel II:s namn, 15 maj slog han de neapolitanska trupperna i slaget vid Calatafimi, och tågade 27 maj in i Palermo. I början av augusti var hela ön, med undantag av citadellet i Messina i Garibaldis hand.
Mot Camillo di Cavour och Viktor Emanuels bestämda förbud förde Garibaldi nu frihetskriget över till fastlandet, erövrade Reggio di Calabria och tvingade flera gånger överlägsna neapolitanska truppavdelningar att kapitulera. 7 september tågade Garibaldi in i Neapel och i början av oktober splittrade han resten av den franska armén i slaget vid Volturno, samt började 8 oktober att belägra Capua.
Sardinien övertog nu ledningen, och 8 november gjorde Viktor Emanuel vid Garibaldis sida sitt intåg i Neapel. Dagen därpå nedlade Garibaldi sin makt i kungens händer och drog sig tillbaka till Isola Caprera. Bitter över den otacksamma behandling som kom hans soldater till del, och samtidig otålig att få förena Rom med det nybildade kungariket Italien, återvände Garibaldi 1862 till Sicilien, där han uppviglade befolkningen mot Napoleon III och påvedömet och samlade en frikår under fältropet Roma o morte ("Rom eller döden"). I drabbning med de trupper, som regeringen sänt för att hindra hans för den olägliga företag, led Garibaldi ett avgörande nederlag vid Aspromonte 29 augusti, där han sårades och tillfångatogs, men frigavs och sändes till Isola Caprera.
Under tyska enhetskriget förde Garibaldi befälet över en ny frikår, och planerade i september 1867 ett nytt tåg mot Rom, arresterades i Sinalunga, flydde och ryckte 22 oktober in i Kyrkostaten, där han i slaget vid Mentana 2 november grundligt besegrades av franska och påvliga trupper.
När det fransk-tyska kriget bröt ut i juli 1870 stödde den italienska folkopinionen tyskarna. Många italienare anmälde sig som frivilliga på den preussiska ambassaden i Florens. När Frankrike på grund av kriget behövde kalla hem alla tänkbara trupper återdrogs även de franska kompanierna från Rom. Detta ledde till att italienska armén ostört kunde angripa och besegra påvestaten förutan Garibaldis hjälp.
När det andra franska kejsardömet kollapsade efter slaget vid Sedan svängde Garibaldi oväntat och erbjöd sig att hjälpa Frankrike och den nyligen deklarerade tredje franska republiken. Trots ett stundtals kyligt mottagande från de fransmän som fortfarande kämpade mot den tyska övermakten, kämpade Garibaldi skickligt på den franska sidan. Han var befälhavare över Vosges-armén under återstoden av kriget. Detta var en armé av frivilliga som aldrig besegrades av tyskarna.
Garibaldi var under en stor del av sitt liv verksam som frimurare. Han upptogs i orden 1844 i Montevideo; 1862 utnämndes han av storrådet i Palermo till storkommendör och stormästare för italienska murareorden, vars högsta råd hade sitt säte i Palermo. 1867 deltog han i den församling som åstadkom en förening mellan stororienterna i Palermo och Florens, samt blev kort därefter utnämnd till hedersstormästare för Stororienten av Italien.
Under sina sista år levde Garibaldi på Isola Caprera, där han bland annat verkade som författare av romaner med tydligt antikyrkligt innehåll, såsom Clelia o il governo del monaco (1870, svensk översättning Munkens spira 1871), Cantoni il volontario (1870), samt I Mille (1874). 1875-80 var Garibaldi medlem av deputeradekammaren och ivrade som sådan för Tiberns upprensning och den romerska kampagnans uppodling. Från 1867 åtnjöt Garibaldi en statspension som nationalbelöning.

## Utmärkelser
Asteroiden 4317 Garibaldi är uppkallad efter honom.